# Parafilaria multipapillosa
Parafilaria multipapillosa (Filaria haemorrhagica) é um parasita nematóide do gênero Parafilaria, que afeta cavalos causando nódulos subcutâneos na cabeça e na parte superior dos membros anteriores, no Norte da África, Sul e Leste da Europa, Ásia e América do Sul, causando sangramento da pele. É comumente referido como "Sangramento de verão".

## Descrição
A P. multipapillosa está relacionada com  a Parafilaria antipini que são encontrados em veados, e faz com que na Parafilaria bovicola surja nódulos na pele de bovinos e de búfalos.
Ela provoca nódulos na pele, particularmente na cabeça e quartos dianteiros superiores, que muitas vezes sangram abundantemente ("sangramento de verão"), mas, em seguida, geralmente desaparecem. Os nódulos e hemorragia, embora incômodos, são geralmente de pouca importância. Os sinais clínicos são patognomônicos. Nenhum tratamento eficaz está disponível.
.
'"Modernos pesquisadores, (professor Victor H. Mair), propõe duas ideias diferentes: A primeira sugere que os pequenos vasos sanguíneos subcutâneos se rompem,  por conta de muito tempo de galope sofrido pelos cavalos. A segunda presume que um parasita nematóide, Parafilaria multipapillosa, desencadeou o fenômeno. A P. multipapillosa cava um buraco no tecido subcutâneo de cavalos, resultando em uma pele coberta por nódulos que sangram muitas vezes, dando origem a algo que os veterinários chamam de "Sangramento de verão."